# Optimist (tijdschrift)
Optimist is een onafhankelijk internationaal opinietijdschrift over mensen en ideeën die de wereld veranderen. Aanvankelijk heette het Ode. Het verschijnt zes keer per jaar. Daarnaast heeft het tijdschrift een online platform.

## Historie

### Ode
Ode is opgericht in 1995. Het richtte, zich op mensen die zoeken naar de inspiratie van mensen die de wereld veranderen. Sinds januari 2003 verscheen het tijdschrift ook in een Engelse editie, die op het World Social Forum in Porto Alegre in Brazilië werd gepresenteerd. Begin 2004 werd de internationale editie in New York gelanceerd. De totale oplage bedroeg circa 100.000 exemplaren.
Initiatiefnemer, medeoprichter en hoofdredacteur van Ode was Jurriaan Kamp. Hij verhuisde in 2004 met zijn gezin naar San Francisco, waar Ode een tweede vestiging had. De Nederlandse uitgave van Ode stond sinds begin 2007 onder leiding van Max Christern.
‘Ons doel is een andere werkelijkheid in zicht brengen,’ schreef Kamp in het voorwoord van zijn eerste Ode. Over de snelle groei in de Verenigde Staten zei hij: ‘Het tijdschrift richt zich op de mogelijkheden voor positieve vernieuwing voor mens en maatschappij. Juist die benadering van vooruitgang spreekt op dit moment juist ook veel Amerikanen aan, die andere internationale verhoudingen en andere politieke prioriteiten wensen.’

### Naamswijziging
In april 2013 veranderde de titel van de Nederlandse en de Amerikaanse uitgave in The Optimist. Deze titel gaf beter aan waar het tijdschrift voor stond: positieve  artikelen over de initiatieven die de wereld mooier maken. Als hoofdredacteur van The Optimist werd Marco Visscher op het kantoor in Rotterdam aangesteld.
In 2015 kwam de Nederlandstalige versie van The Optimist in financiële problemen. Het bedrijf werd gescheiden van de Amerikaanse versie en overgenomen door uitgever Roland Pluut. Jurriaan Kamp ging verder met de Amerikaanse editie en de redactie van de Nederlandse editie verhuisde naar Den Haag. The Optimist ging een periode van herstel in. Het bedrijf werd onder leiding van Pluut weer financieel gezond gemaakt en de inhoud werd weer teruggebracht naar hoe het in de periode van Ode was: een kroniek van de onderstroom.
In 2023 nam hoofdredacteur Brian de Mello het blad over van Roland Pluut. Sindsdien is hij uitgever en hoofdredacteur. In november 2021 werd de vormgeving van het blad al door hem veranderd. Kort voor de officiële overname onderging het blad ook een kleine naamswijziging van The Optimist naar Optimist.
Vaste rubrieken zijn Economie, Gezondheid, Natuur & Milieu, Samenleving en Zingeving.
Behalve zes magazines per jaar, verschijnt maximaal drie maal per week  The Optimist Daily nieuwsbrief, iedere vrijdag een exclusief online artikel voor abonnees en 24/7 toegang tot het online archief.